# Kirsten Flagstad

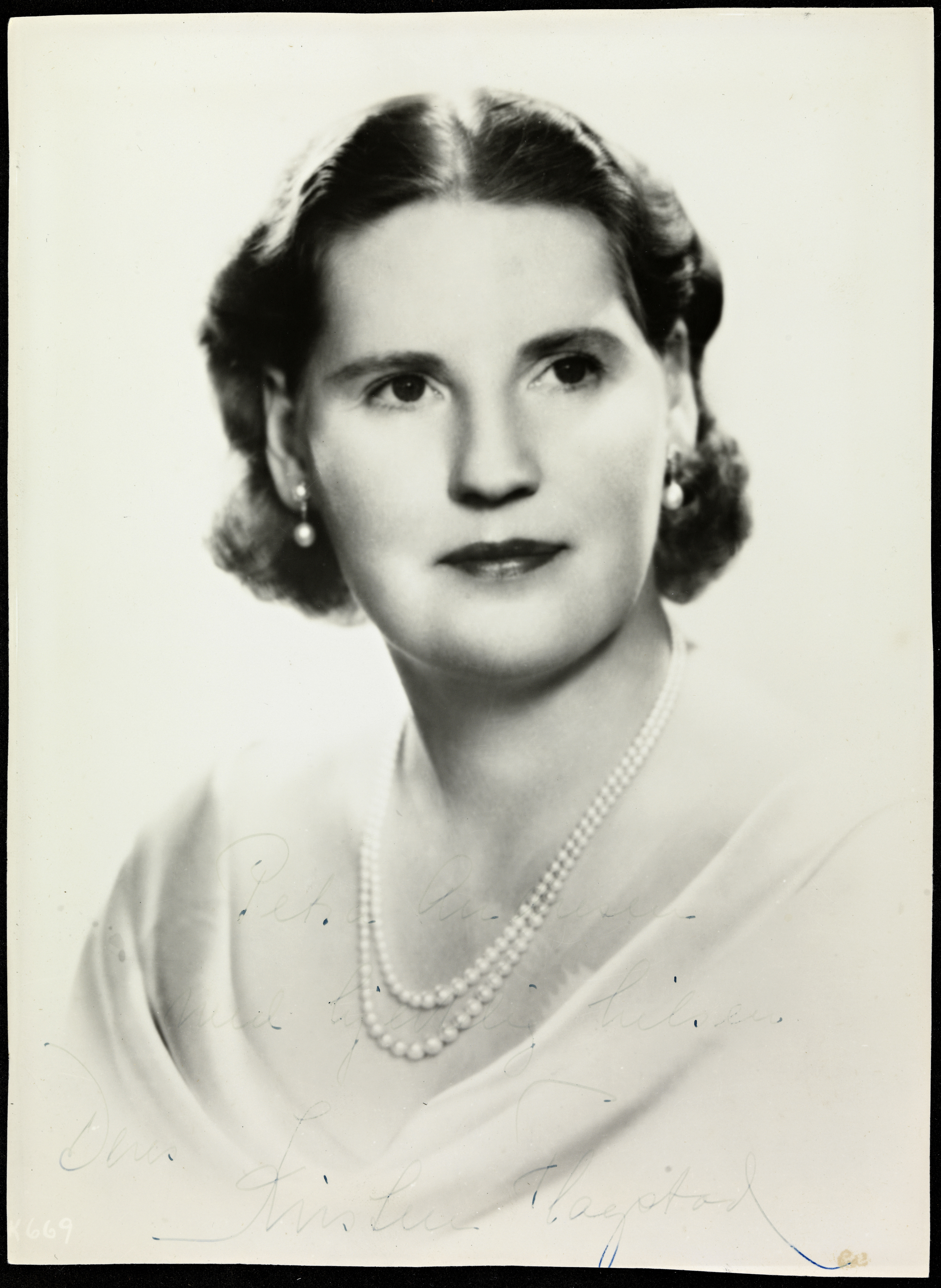
Kirsten Flagstad, promotiefoto omstreeks 1945

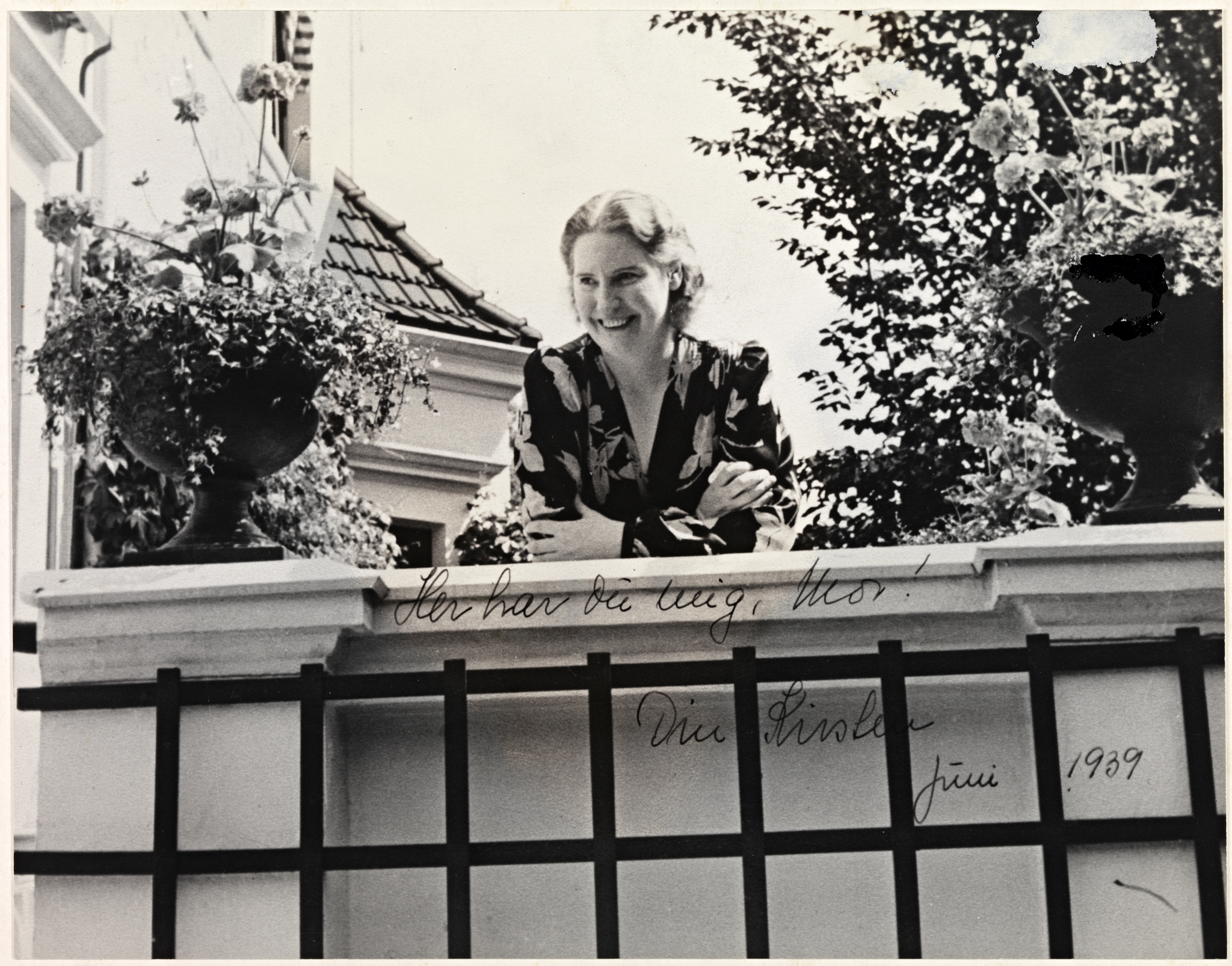
Kirsten Flagstad in 1936

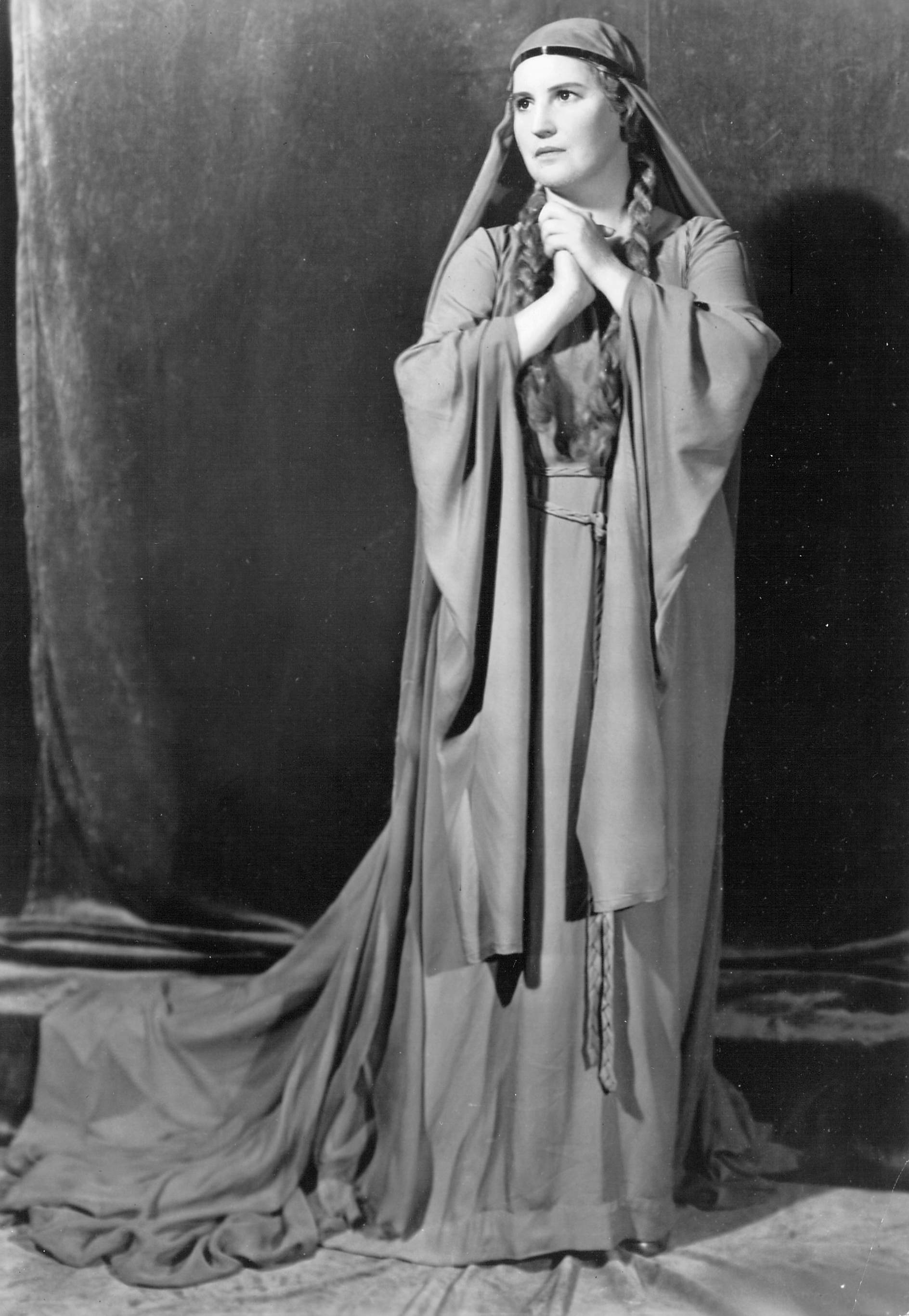
Kirsten Flagstad als Isolde

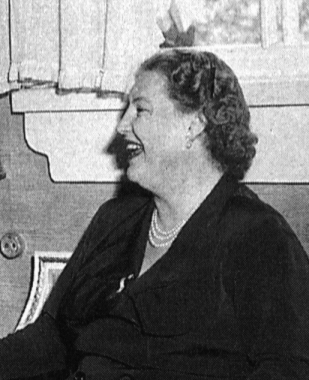
Flagstad in 1952

Kirsten Malfrid Flagstad (Hamar, 12 juli 1895 - Oslo, 7 december 1962) was een Noorse sopraanzangeres, die beschouwd wordt als een van de grootste Wagner-vertolksters ooit.

## Leven en werk
Kirsten Flagstad werd geboren in Hamar, maar groeide op in Oslo (toen Kristiania geheten). Ze was de oudste dochter van de dirigent en violist Michael Flagstad (1869–1930) en de pianiste en koorleidster Marie 'Maja' Nielsen Flagstad Johnsrud (1871-1958). Haar moeder gaf haar de eerste muzieklessen. Het was een muzikaal gezin, want ook haar broers Ole en Lasse werden bekende musici, terwijl haar zus Karen-Marie (die zich later Marie Cerhal noemde) operazangeres werd zoals zijzelf.
Kirsten studeerde in Oslo bij de zangers Ellen Schytte-Jacobsen en Albert Westvang (en piano bij Martin Ursin) en in Stockholm bij Gillis Bratt. Ze trad voor het eerst op in een operette van Oskar Nedbal en maakte haar operadebuut op haar achttiende jaar in Nationaltheatret in Oslo als Nuri in Tiefland van Eugen d'Albert. In 1919 verbrak ze haar verloving met Gunnar Fredriksson en trouwde met Sigurd Hall. Ze kregen in 1920 een dochter, Else Marie Hall.
In 1921 had ze de vrouwelijke hoofdrol van Desdemona in Otello van Verdi. Ze zong ook de titelrollen in diens Aida en Puccini's Tosca, maar ze trad in die jaren voornamelijk op in operettes, eerst in Oslo en vanaf 1928 in het Storm-theater in Göteborg. Haar glansrol was Rosalinde in Die Fledermaus van Johann Strauss jr. Ze ging ook met het operettegezelschap op tournee door Frankrijk.
In 1930 scheidde ze van Sigurd Hall om een dag later te trouwen met de industrieel en houthandelaar Henry Johansen. In 1932 zong ze haar eerste Isolde bij een gastoptreden in Tristan und Isolde in Berlijn. Dat leidde ertoe dat Ellen Gulbranson haar aanbeval bij de Bayreuther Festspiele, waar ze in 1933 met kleine rollen debuteerde in Die Walküre en Götterdämmerung. Het was het begin van haar Wagner-carrière, die ze in 1934 in Bayreuth voortzette met dezelfde twee opera's, maar dan in de rollen van Sieglinde en Gutrune.
Wereldroem
Haar echte doorbraak kwam op 2 februari 1935 door een radio-uitzending van Die Walküre vanuit de Metropolitan Opera in New York, waar haar Sieglinde het publiek in vervoering bracht. Vervolgens trad ze vele malen op in New York (zowel in de Met als viermaal wekelijks op Broadway), San Francisco en Chicago, doorgaans in Wagner-opera's, maar ook in Beethovens Fidelio als Leonore en Webers Der Freischütz als Agathe. In 1936 zong ze Isolde voor het eerst in het Royal Opera House (Covent Garden) in Londen, waar ze vervolgens ook een vaste gast werd. 
In 1938 vertolkte ze een zangrol in de film The Big Broadcast of 1938 van Paramount Pictures, waarbij Paramount speciaal voor haar de filmstudio in New York afhuurde en personeel en decor liet overbrengen; Flagstad was niet in de gelegenheid om naar Hollywood af te reizen.
De jaren van de Tweede Wereldoorlog bracht Flagstad door in het bezette Noorwegen. Hoewel de nazi's haar "germaanse uitstraling" bewonderden, heeft ze nooit willen zingen voor de Duitse bezetters. Ze trad alleen op in de neutrale landen Zweden en Zwitserland. Ook bij de Bayreuther Festspiele - geleid door Hitler-adept Winifred Wagner - is ze na 1934 nooit teruggeweest. Wel moest haar tweede echtgenoot Henry Johansen zich na de oorlog verantwoorden voor zijn collaboratie in de zakelijke sfeer met de Duitsers. Hij stierf niet lang daarna. Pas toen werd bekend dat de Gestapo hem in de oorlog had gearresteerd en acht dagen vastgehouden.   
Na 1945
Na de oorlog had Flagstad moeite haar populariteit te heroveren, die geleden had onder haar verblijf in bezet Europa en het gedrag van haar echtgenoot. In de VS was de publieke opinie tegen haar, omdat ze werd aangezien voor een nazi-sympathisant. De nieuwe intendant van de New Yorkse Met, Rudolf Bing, zette haar terugkeer door met het argument dat "de grootste sopraan van de eeuw moest zingen in 's werelds grootste operahuis". Vanaf 1948 behaalde ze opnieuw grote successen, vooral in het Verenigd Koninkrijk en de Verenigde Staten. Ze zong alle grote Wagnerrollen, inclusief Senta in Der fliegende Holländer, Elisabeth in Tannhäuser, Elsa in Lohengrin en Kundry in Parsifal. In 1949 was ze een aantal keren in Nederland te bewonderen. Ze zong toen onder leiding van Erich Kleiber met het Concertgebouworkest vier keer Isolde in Den Haag en Amsterdam, georganiseerd door de Wagnervereniging. In 1950 maakte ze (samen met haar zus Karen-Marie die Ortlinde zong) als Brünnhilde in Die Walküre haar debuut in de Milanese Scala onder Wilhelm Furtwängler.
Haar repertoire was breder dan alleen Wagner. Een belangrijk moment was de wereldpremière van de Vier letzte Lieder van de toen al overleden Richard Strauss, onder Furtwängler op 22 mei 1950 in Londen. In 1952 zong ze in Londen Glucks Alceste en Purcells Dido. Ze werkte ook met de dirigenten Eugene Ormandy, Fritz Reiner, Sir Thomas Beecham, Georg Solti, Bruno Walter, Sir Adrian Boult, Leopold Stokowski, Artur Rodziński en Hans Knappertsbusch. Met Boult maakte ze een opname van Mahlers Kindertotenlieder. Ze gaf liedrecitals met de pianist Edwin McArthur. Ze voerden onder meer de Vier ernste Gesänge van Brahms en de Haugtussa-cyclus van Grieg uit, waarvan ze ook opnamen maakten. Ook met Gerald Moore, liedbegeleider van veel grote zangers, heeft ze samengewerkt. 
Laatste jaren
Na 1953 zong ze niet meer in opera's, maar ze bleef concerten geven. In 1958 trok ze zich definitief terug na een afscheidsconcert in de Londense Royal Albert Hall, waarbij ze opzien baarde door Noorse klederdracht te dragen. Daarna had ze in de jaren 1958-1960 de artistieke leiding van Den Norske Opera & Ballett in Oslo, maar haar gezondheid was door diverse kwalen al jaren niet goed meer. Ze merkte in 1958 op dat "het ziekenhuis in Oslo haar huis geworden was". Toch nam ze in dat jaar met dirigent Øivin Fjeldstad liederen op van Sibelius, waarbij bleek dat haar stem nog niets aan zuiverheid en zeggingskracht had ingeboet.
Kirsten Flagstad overleed in 1962 op 67-jarige leeftijd aan beenmergkanker. Ze werd op haar verzoek in een anoniem graf bijgezet op de begraafplaats Vestre Gravlund in Oslo. Het grootste boeket op haar graf was van de tenor Lauritz Melchior.

## Waardering
Flagstad geldt als een der grootste operazangeressen van de twintigste eeuw, onder meer door de flexibiliteit waarmee ze dramatische, heroïsche en lyrische passages moeiteloos kon afwisselen. Ondanks een lichte maar onmiskenbare plechtstatigheid in haar voordracht werden de emotie, warmte en glans van haar stem alom geprezen. Haar Isolde-vertolkingen hebben een legendarische status gekregen, zowel die met Lauritz Melchior (Tristan) onder Reiner (1936) respectievelijk Beecham (1937), als die met Ludwig Suthaus (Tristan) onder Furtwängler (1952). Deze laatste wordt door veel kenners en liefhebbers "de opname van de eeuw" genoemd. In de New Grove Dictionary of Opera: "No one within living memory surpassed her in sheer beauty and consistency of line and tone".

## Postuum

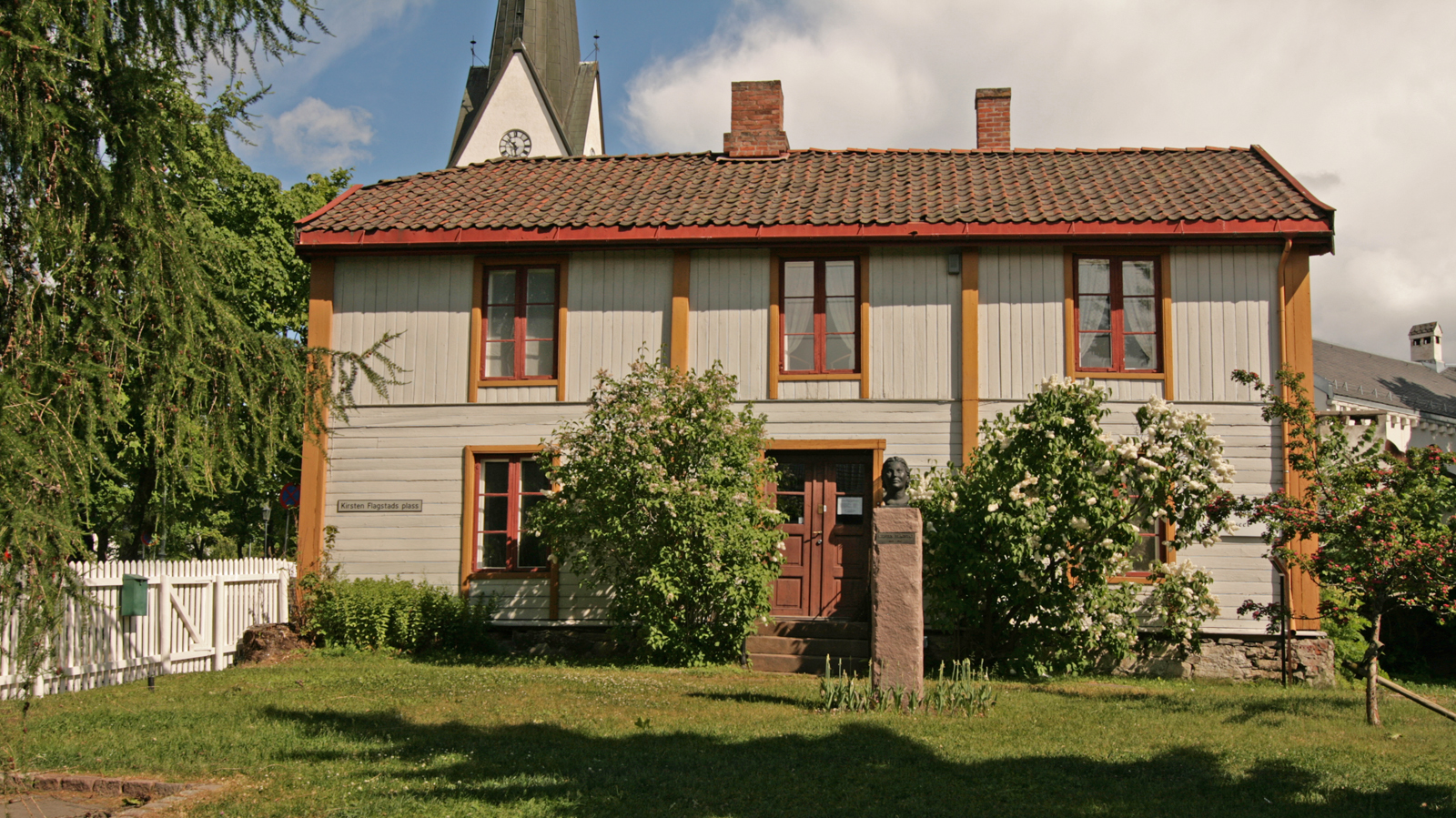
Strandstua, het geboortehuis van Kirsten Flagstad in Hamar, nu een aan haar gewijd museum.

- In 1975, toen Flagstad 80 geworden zou zijn, werd in Noorwegen de Kirsten Flagstads pris ingesteld, die wordt uitgereikt aan veelbelovende Noorse zangers.
- Flagstads geboortehuis in Hamar is sinds 1985 het 'Kirsten-Flagstad-Museum'.
- Haar portret werd tot 2017 afgebeeld op het Noorse 100-kronenbiljet.
- Het plein voor het in 2008 geopende operahuis in Oslo heet "Kirsten Flagstad plass".
- Ze heeft een ster op de Hollywood Walk of Fame.
- Er is een krater op Venus naar haar genoemd.